# Maugrim
Maugrim es un lobo fuerte y uno de los criados de la Bruja Blanca en el libro El león, la bruja y el ropero por C. S. Lewis. Es capitán de la Policía Secreta de la Bruja (aunque raramente es visto alguno de sus tenientes). Su nombre fue cambiado a Fenris Ulf (una criatura de mitología escandinava) por el escritor y este cambio fue incluido en las ediciones americanas más antiguas del libro. Las ediciones más recientes estadounidenses han vuelto al texto original.
Maugrim es protagonista de la película Las Crónicas de Narnia: El León, la Bruja y el Ropero (2005) en la que el actor estadounidense Michael Madsen le pone la voz. Mientras algunos de los otros lobos eran reales, muchos Maugrim fueron creados por ordenador, pero también había un lobo de dos años, llamado Ricky, que también participó.

## El león, la bruja y el ropero (película)
Maugrim es nombrado por primera vez cuando los Pevensie (Lucy, Susan, Edmund y Peter) encuentran una nota firmada por él en la cueva del Sr.Tumnus, anunciando la captura del fauno por la Policía Secreta como castigo por no entregar a Lucy Pevensie a la Bruja Blanca. 
Maugrim es visto por primera vez cuando está haciendo de guardia y mensajero de la Bruja Blanca en su castillo. Él toma el mensaje de Edmund a la Bruja Blanca y le ofrece ir a su presencia. Luego, Maugrim y uno de sus tenientes son mandados a la casa de los Castores con la orden de “matar todo lo que encuentren” y luego proceden a la Mesa de Piedra a esperar a la Bruja. 
Peter Pevensie casualmente mata a Maugrim y gana el título de Sir Peter, Terror de los Lobos.
Maugrim es uno de los pocos Animales Parlantes que está aliado a la Bruja Blanca durante los Cien Años de Invierno, aunque basado en las palabras de Ginabrik en El Príncipe Caspian, la mayoría de los lobos estaban aliados a la Bruja en esos momentos. Sin embargo, en El Príncipe Caspian, una gran mayoría de lobos están en el ejército narniano, los cuales se pueden ver cuando Caspian se reúne con los narnianos y en la Batalla del Castillo de Miraz.  
"Maugrim" difiere sólo en una letra con Naugrim, término Sindarin de J. R. R. Tolkien para referirse a los enanos. Ya que Tolkien y Lewis fueron íntimos amigos, uno podría haberse influido en el otro. Maugrim podría también estar inspirado en el lobo gigante, Carcharoth de El Silmarillion de Tolkien. [cita requerida]
- Datos: Q2538406